# Herbert Needleman
Herbert Leroy Needleman (* 13. Dezember 1927 in Philadelphia; † 18. Juli 2017) war ein US-amerikanischer Kinderarzt, Kinderpsychiater, Forscher und Professor an der Universität von Pittsburgh. Er wurde bekannt durch seine Forschungsstudien zu neurologischen Entwicklungsschäden bei Kindern durch Bleivergiftung.

## Leben und Werk
Needleman besuchte das Muhlenberg College in Allentown, Pennsylvania, und wechselte dann zur medizinischen Fakultät der Universität von Pennsylvania. Er war gewähltes Mitglied des National Academy of Medicine und Gründer der Alliance to End Childhood Lead Poisoning, die später mit dem National Center for Healthy Housing fusioniert ist. Needlemans Studien ab Ende der 1970er Jahre trugen zum Verbot von Blei in Farben und Lebensmittelverpackungen sowie dem Verbot von Tetraethylblei als Benzinzusatz bei. Dadurch sank in den 1990er Jahren der durchschnittliche Blutbleigehalt eines US-Amerikaners um 90 Prozent gegenüber den 1970er Jahren. Er starb 2017 im Alter von 89 Jahren.

## Studien zum Einfluss von Blei
In den 1970er Jahren führte Needleman an der Harvard Medical School eine Studie durch, die Hinweise dafür lieferte, dass Blei selbst in sehr geringen Dosen den Intelligenzquotienten eines Kindes beeinflussen kann. In seinen Studien fand er eine Korrelation zwischen dem Bleigehalt in den Zähnen von Kindern und der Senkung des Intelligenzquotienten, eine verkürzte Aufmerksamkeitsspanne sowie Probleme beim Erwerb von Sprachkenntnissen. In weiteren Studien stellte er fest, dass Bleivergiftungen langfristige Auswirkungen auf das Verhalten und den akademischen Erfolg eines Kindes haben.

## Auszeichnungen
Needleman wurde 1996 mit einem Heinz Award und 2003 mit einem Prinz-Mahidol-Preis ausgezeichnet und 2008 als Fellow in die American Association for the Advancement of Science gewählt. 

## Veröffentlichungen
- Herbert L. Needleman, Philip J. Landrigan: Raising Children Toxic Free: How to Keep Your Child Safe from Lead, Asbestos, Pesticides, and Other Environmental Hazards. Farrar Straus & Giroux, 1994, ISBN 978-0-3742-4643-3
- Herbert Needleman: The Removal of Lead from Gasoline: Historical and Personal Reflections. In: Environmental Research. 84, 2000, S. 20–35, doi:10.1006/enrs.2000.4069.
- Herbert L. Needleman, David Gee: Lead in petrol makes the mind „give way“. Late lessons from early warnings: science, precaution, innovation. Copenhagen, European Environment Agency, 2013.
- Herbert L. Needleman: History of lead poisoning in the world. Vortrag auf der International Conference on lead Poisoning Prevention and Treatment, Bangalore, 1999.